# 신트니클라스

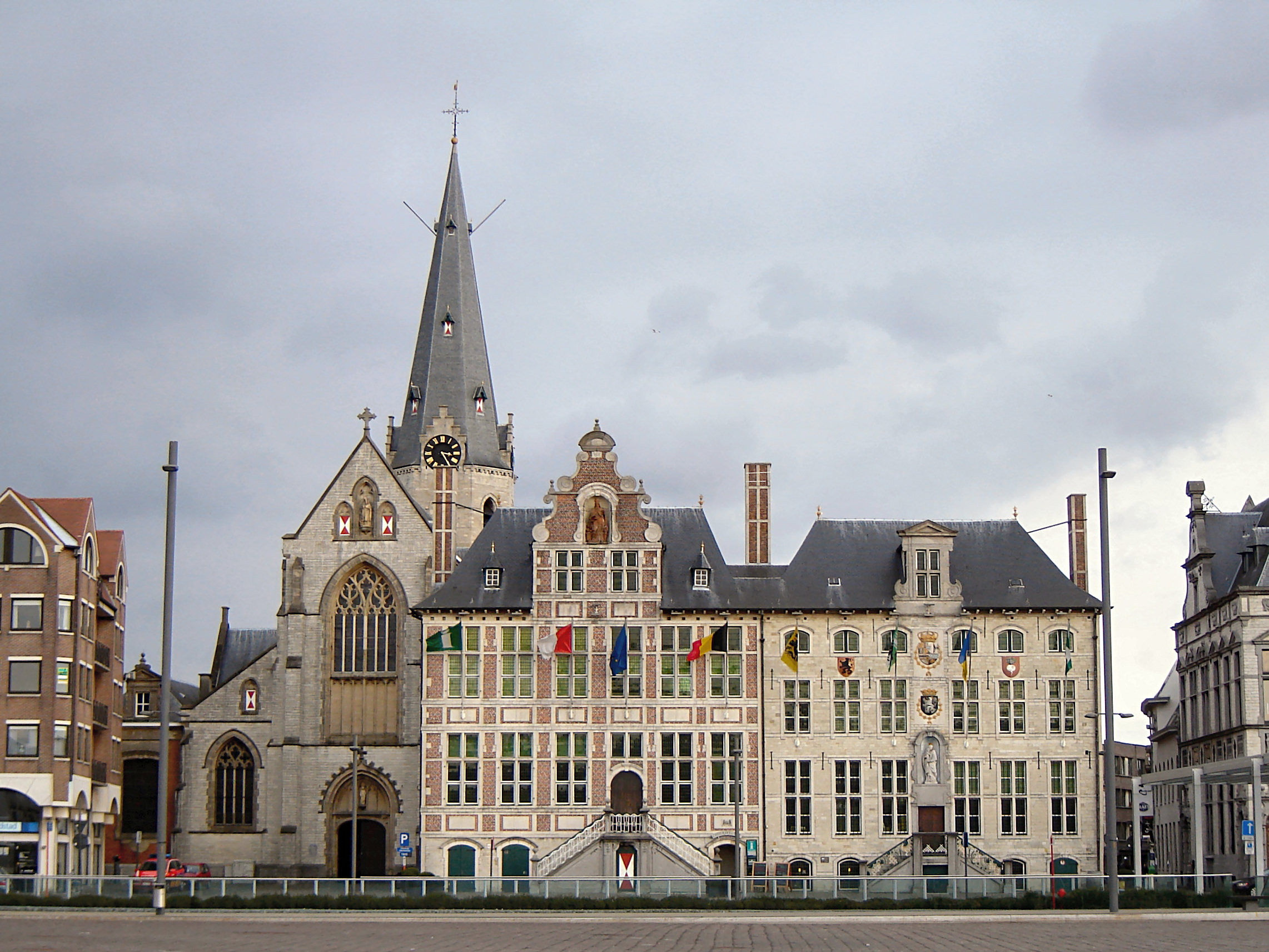
신트니클라스

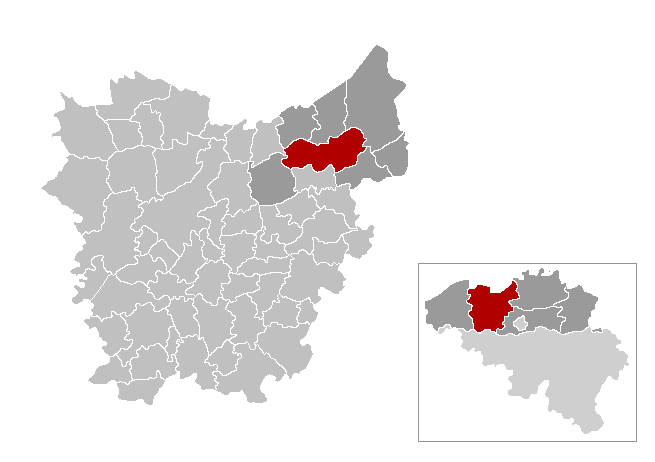
신트니클라스의 위치

신트니클라스(네덜란드어: Sint-Niklaas)는 벨기에 플란데런 지역 오스트플란데런주에 위치한 도시로 면적은 83.80km2, 인구는 72,883명(2013년 1월 1일 기준), 인구 밀도는 870명/km2이다.

시기
시 문장